# Type 92 Jyu-Sokosha
Le Type 92 Jyu-Sokosha (九二式重装甲車, Kyū-ni-shiki Jū-sōkōsha) fut la première chenillette développée et construite entièrement au Japon dans les années 1930. Produite par la compagnie de construction automobile Ishikawajima (maintenant connue sous le nom d'Isuzu), elle était destinée à être utilisée par les unités de cavalerie de l'Armée impériale japonaise pour des missions de reconnaissance et d'appui à l'infanterie. La dénomination Type 92 indique que ce véhicule a été accepté en service actif en l'an 2592 du calendrier impérial japonais, soit 1932 dans notre calendrier grégorien. Bien qu'il puisse être classé dans la catégorie « blindé léger », le Type 92 a reçu la désignation officielle de Jyū-sōkōsha soit automitrailleuse lourde en japonais . Cela est dû à la politique de sectionalisme en vigueur dans l'Armée japonaise à l'époque : les blindés devant être sous contrôle de l'infanterie, ce changement d'appellation permis de l'affecter à la cavalerie. La même méthode fut employée au sein de l'US army avec le M1 Combat car.